# Brazília űrkutatása

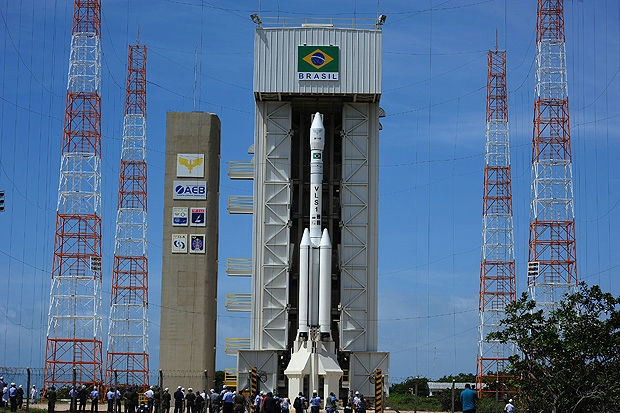
VLS–1 az Alcântara Indítóközpont indítóállásában, Maranhão

Brazília űrkutatását rakétatechnikai eszközök – elsősorban katonai feladatok ellátására – fejlesztették. A régiót is érintő amerikai technológiai blokád nem tette lehetővé, hogy önálló űrtechnológia alakulhasson ki. A politikai helyzet, a blokád változásával megindulhatott a hazai űrkutatás (tudományos, technikai, ipari háttér), amely több nemzethez hasonlóan informatikai műhold pályára állításával kezdődött.

## Története
Brazíliában 1950-től, katonai felügyelet mellett folyik a repülés- és rakétatechnikai fejlesztés, az űrkutatás. A brazil légierővel (FAB) együttműködve a CTA (Repülési Minisztérium) is részt vesz a repülőgép program kutatásában és fejlesztésében. Az űrkutatás az amerikai technológiai blokád miatt lassan fejlődött. 1965-ben a FAB létrehozta az Űrtevékenységek Intézetét (Instituto de Atividades Espaciais – IAE). A CTA több intézménye részt vesz a rakétafejlesztési programban (több mint 2000 rakétát teszteltek.
A kormány kezdeményezésére 1971-ben közös polgári-katonai bizottság jött létre – COBAE (Comissão Brasileira de Atividades Espaciais) – a világűr kutatására, elnöke a fegyveres erők vezérkari főnöke. Polgári oldalon az – INPE (Institut Nacional de Pesquisas Espaciais) és a Tudományos és Technológiai Tanács (MCT) vett részt a munkálatokban. Az INPE műholdak fejlesztésével, a meteorológiai kutatásért, a rakétamotorok hajtóanyagainak fejlesztéséért lett felelős. 1980-tól az ipar önállóan képessé vált a hajtóanyagok gyártására. 1981-ben megalakult a brazil űrkutatási program szervezete az – MECB (Missão Espacial Completa Brasileira), aki koordinálja a rakétakutatást és gyártást, a műholdak elkészítését és indítását. Brazília nem kíván sokáig az Egyesült Államok űrtechnológiájára építeni, bemutatták az MECB egy milliárd dolláros programját, amelynek célja az önálló űrtechnológia elérése. Az űrprogram fejlesztése érdekében együttműködési megállapodásokat kötöttek Kanadával, az Európai Űrügynökséggel (ESA), a Szovjetunióval, Izraellel, Franciaországgal, Irakkal.
A kifejlesztett Sonda (I; II; III; IV) rakétasorozatot VLS (Veículo Lançador de Satélite) 1964-től átalakították műholdakat (meteorológiai műszercsomag) szállító hordozóeszközzé.  Indítóállomásként a Barreira do Inferno Launch Centert alkalmazták. Az Egyesült Államok 1966-tól biztosította a rakétaszondák szállítását, ami lehetővé tette, hogy a saját fejlesztések felgyorsuljanak. Létrejött a kapcsolat a NASA és az INPE között, valamint USAF és a CTA között. 1989. április 28-án sikeresen tesztelték a Sonda IV rakétát. 1987-1994 között az Egyesült Államok minden területen igyekezett elfojtani a ballisztikus rakéta-program fejlesztését. Amerikai és nemzetközi nyomásra elakadt a műholdak szállítására alkalmas rakéták – VLS (Satellite Launch Vehicle) kutatása, fejlesztése. Fontossá vált, hogy olyan országokkal írjanak alá együttműködéseket, amelyek rendelkeznek engedélyezett rakétatechnikai eszközökkel, elősegítve a hazai igényeket (meteorológia, kommunikáció,  GPS) kiszolgáló műholdak pályára állítására.
1988. július 6-án megállapodást írtak alá Kínával (Satélite Sino – Brasileiro de Recursos terrestres – CBERS), hogy közösen építenek földi erőforrás kutató műholdakat. Brazília pénzügyi nehézségei (belpolitikai, gazdasági válság) miatt a program 1988-1991 között szünetelt. 1991-ben és 1994-ben kiegészítő megállapodásokat írtak alá, és megkezdődött a közös műholdak kifejlesztése. Brazília földrajzi elhelyezkedése indokolta, hogy  önálló űrkikötőt építsen. 1990. február 21-én átadták CLA (Centro de Lançamento de Alcântara) rakétaindító bázist. A világ indítóbázisai közül ez van legközelebb az egyenlítőhöz. A  Kennedy Űrközpontból (KSC) indított rakétákhoz képest 25 százalékos üzemanyag-megtakarítás nyújt. 1994. február 10-től politikai döntésre különvált a katonai- és a polgári űrkutatás. Létrejött az önálló Nemzeti Űrügynökség – AEB (Agência Espacial Brasileira).  Engedélyezték, hogy a megfelelő nemzetközi szervezet szakemberei ellenőrizhessék a polgári űrkutatást.

## Alcântara
Az Alcântara Indítóközpont (Centro de Lançamento de Alcântara) egy brazíliai rakétaindító hely az Atlanti-óceán partján, közel az Egyenlítőhöz. Innen fogják indítani a VLS (Veiculo Lancador de Satelites) rakétákat. Korábban már indítottak innen kisebb kutatórakétákat. A tervek szerint indítani fogják az ukrán Ciklon–4, izraeli Shavit, kínai CZ–4 és orosz Proton rakétákat is. 2003. augusztus 22-én egy robbanás következett be egy indítóállványon lévő VLS-3 rakétánál, 21 ember meghalt. A balesetet megelőzően 1997-ben és 1999-ben indítottak műholddal ellátott rakétát, de technikai okok miatt  mind kettő a levegőben megsemmisült. A baleset jelentős késést okozott a nemzetközi megállapodások teljesítésében.
1995-ben Ukrajnával kötöttek együttműködési megállapodást, lehetőséget biztosítva hordozórakéták indítására. 2014-re tervezett Ciklon–4 rakéta indításához a műszaki feltételek kiépítésre kerültek, viszont Ukrajnában jelentős belpolitikai változások történtek!

## Műholdak
- Brasilsat–A1 az első brazil műhold, polgári távközlési műhold.
- Brasilsat–A2 polgári távközlési műhold.
- SCD–1 (Satélite de Coleta de dados) az első hazai készítésű kommunikációs űreszköz, a meteorológia szolgálat segítésére.
- SCD–2 a program folytatását szolgálta.
- CBERS–1 (China Brazil Earth Resources Satellite) kínai-brazil Föld erőforrás kutató műhold.
- CBERS–2 kínai-brazil Föld erőforrás kutató műhold.

## Emberes űrrepülés
- Marcos Cesar Pontes – Szojuz TMA–8 speciális űrturistája.